# 동양유업
동양유업(東洋乳業)은 대한민국의 유가공 업체이다.

## 역사
1982년에 인천시에서 뉴한양유업으로 설립되었다. 1984년에 동양제과의 자회사로 편입됨에 따라 1985년에 상호를 동양유업으로 고친 다음 같은해 오리온우유를 출시했다. 하지만 동양제과가 원료 공급을 위한 필요성이 없다고 판단해 1990년 12월에 건국대학교 계열 건국종합축산으로 매각되었다.

## 연혁
- 1982년 9월: 뉴한양유업 설립
- 1985년: 동양유업(주)로 사명 변경
- 1985년: '오리온우유' 시판
- 1990년: 건국대학교에 매각

## 제품
- 우유류
- 요구르트
- 유산균 음료